# Edgar de Evia

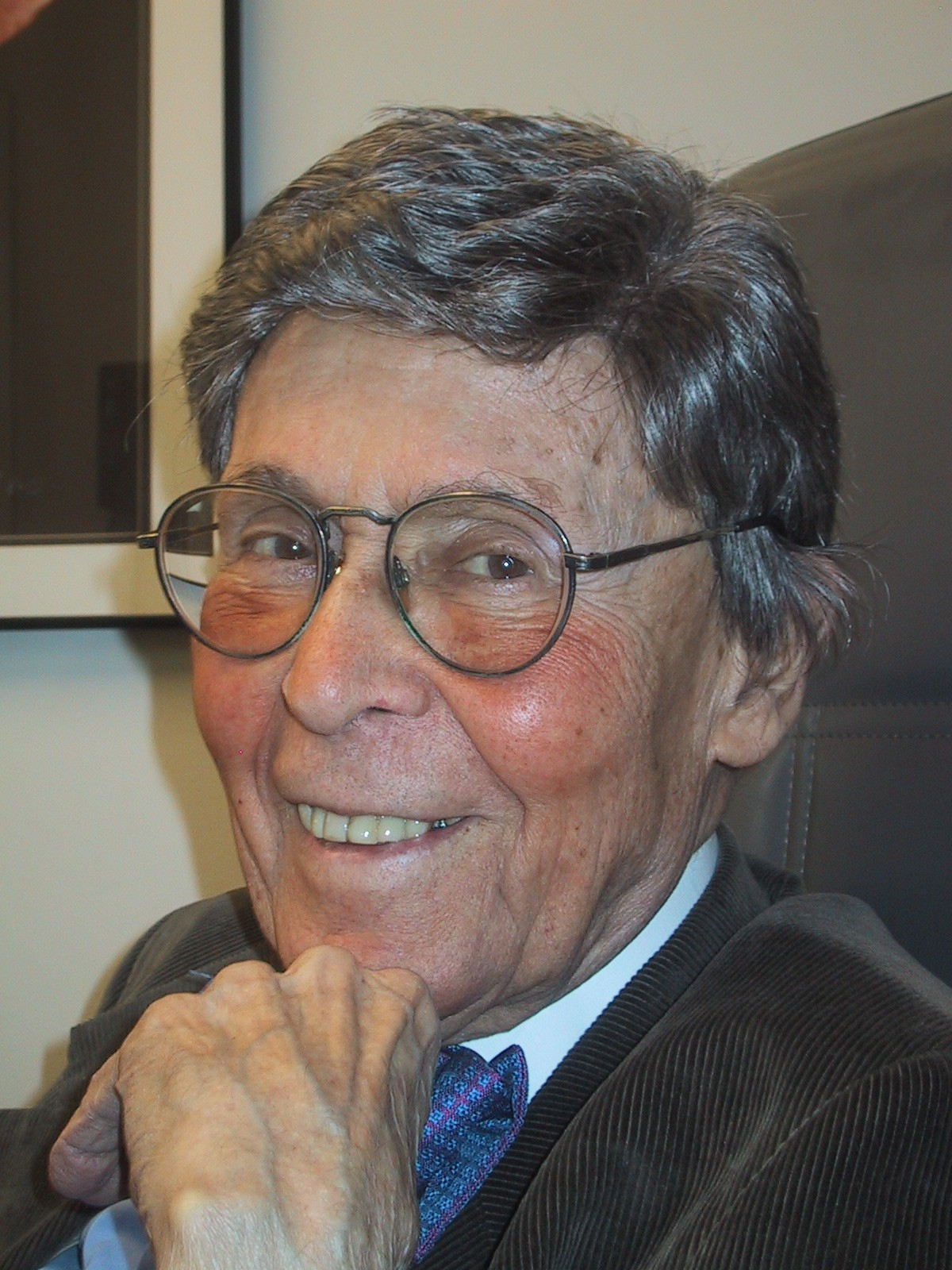
Edgar de Evia a la de edad de 91 años

Edgar Domingo de Evia y Joutard (Mérida, Yucatán; 30 de julio de 1910-Nueva York; 10 de febrero de 2003), más conocido como Edgar de Evia, fue un artista, fotógrafo y autor mexicano-estadounidense. Compañero y mentor de Robert Denning y de David McJonathan-Swarm hasta su muerte.

## Familia
Nació en Mérida, Yucatán, hijo de la pianista parisina Pauline Joutard, que había estudiado en Homberg y conocida más tarde como Miirrha Alhambra, y de Domingo de Evia y Barbachano. Su bisabuelo fue el gobernador de Yucatán Miguel Barbachano y Tarrazo (1807 - 1859), su otro bisabuelo paterno era un médico con vastas plantaciones de sisal. Durante su juventud, fueron una de las familias más importantes de la zona.

## Infancia en Nueva York
Se mudó con su familia a Nueva York en 1915, donde se graduó en The Dalton School. Fue uno de los alumnos favoritos de Helen Parkhurst, quien lo invitó a su casa de campo con Josephine Porter Boardman. Ambas se interesaron por la fascinación del joven por Shakespeare y Parkhurst se lo presentó a Belle da Costa Greene, quien le dejó trabajar con volúmenes originales. Su fascinación de por vida por la docencia, la literatura, el arte y la historia homenajeaba la influencia del Dalton Plan de sus primeros años.

## Carrera
Tras trabajar para Associated Press, trabajó investigando para el médico homeópata Guy Beckley Stearns, quien le regaló su primera cámara, una Rolleiflex, y le enseñó a usarla. Tomaban largos paseos por Central Park y el médico le explicaba que la cámara no tenía cerebro para interpretar la imagen y que un fotógrafo debía aprender a ver y controlar lo que la lente capturara. 
Pronto en su carrera como fotógrafo conoció a los "Zizis",por quienes conoció a Nicki de Gunzburg, el cual le dio su primera asignación para la revista Town & Country.
Es bastante conocido por sus efectos a lo James Tissot usando un foco difuminado. Más tarde, fue director creativo para una compañía que recogió todas la fotografías para catálogos, incluido el Sakowitz de Houston y el Gimbel's de Nueva York.

## Automóviles
Le fascinaban los automóviles y empezó a coleccionarlos en cuanto empezó a tener éxito. El primero fue un Rolls-Royce y el vendedor le enseñó a conducir. Después adquirió otro Rolls-Royces, varios Bugatti, un Mercedes y un Jaguar XK.

## Casas
Durante casi dos décadas su casa y estudio se encontraban en los tres pisos más altos del 867 de Madison Avenue, la actual tienda principal de Ralph Lauren y en la residencia rural "Quiet Corner" en Hill Road en Greenwich, Connecticut, antigua casa de Clyde Fitch, que también usaron otros fotógrafos. Fue en esta casa donde vivió más feliz en los años 1960, cuando la relación de su compañero Robert Denning con Vincent Fourcade comenzaba y Denning & Fourcade se quedaba en Nueva York, en la Mansión Rhinelander. Esto llevó a la formación de la compañía Denning & Fourcade y la disolución de la de Edgar de Evia.

## Últimos años
En 1988, New York Magazine publicó un número entero en romance. Su apartamento en The Nottingham en Manhattan figuraba entre los más románticos de Nueva York. Siguió acumulando conocimientos todas su vida, aunque su educación formal terminó en Dalton, fue atesorando una enorme biblioteca de diversa temática. Le gustaban especialmente, las novelas de entre 1850–1930, que llegó a leer 3 o 4 veces. Entre sus favoritos, destacan: G. K. Chesterton, Wilkie Collins y E. Phillips Oppenheim. Con la llegada de internet, se pasaba horas buscando imágenes y perspectivas. 
Con 80 años, solía montar en bici los fines de semana y lo solían acompañar otros fotógrafos. Desarrolló un especial interés por los ordenadores, que empezó con Commodore 64, luego con varios PC y Power Macs. Su facilidad con la prosa le llevó a publicar varias novelas, entre ellas "My Father Came to America".
Murió de neumonía a los 92 años en el St. Vincent's Hospital.

## Modelos fotografiadas
Entre ellas:
- Lisa Fonssagrives
- Sunny Harnet
- Dovima
- Suzy Parker
- Maude Adams
- Wilhelmina
- Dorian Leigh
- Cheryl Tiegs
- Cindy Crawford
- Twiggy

## Personalidades fotografiadas
No muchas, entre ellas:
- Ethel Fogg (Mrs. William Brooks Clift) madre de Montgomery Clift
- Jean Marsh, actriz británica
- Erik Rhodes, actor y cantante estadounidense
- Nordstrom Sisters
- Gloria Vanderbilt

## Fotografía editorial
- Town & Country
- Vogue
- Architectural Digest
- Glamour
- Good Housekeeping
- House & Garden
- Parents
- Arts & Decoration
- Life
- Harper's Bazaar
- New York Magazine

## Libros
Entre los que ilustró:
- Picture Cookbook by The Editors of LIFE, Mary Hamman, Editor, New York, NY: Time Incorporated, 1958. Second edition 1959, Third edition 1960.